# آلیسا لئو
آلیسا لئو (به انگلیسی: Alicia Liu) (زاده ۱۲ ژوئن ۱۹۸۶) بازیگر و مدل تایوانی است.
او یک زن ترنس است.